# Tessa Dunlop
Pour les articles homonymes, voir Dunlop (homonymie).
Tessa Dunlop, née en 1974 à Pitlochry dans le Perthshire en Écosse, est une historienne britannique, autrice et animatrice de télévision et de radio. Elle est notamment connue pour sa participation à l'émission Coast (en).

## Carrière
Après ses études aux universités d'Oxford et de Sheffield Hallam, Dunlop travaille chez les stations de radio LBC (en) et BBC London 94.9.
En 2005, elle est nommée Regional Television Personality aux « West England Awards » de la Royal Television Society, pour son travail dans l'émission Inside Out West. En 2007, elle tourne Paranormal Egypt, une série en huit parties avec Derek Acorah sur place en Égypte.
Dunlop a écrit plusieurs ouvrages d'histoire orale et présentée des émissions sur la BBC, Discovery Channel Europe, Channel 4, UKTV et History. Elle écrit pour plusieurs journaux et sites web dont Mailplus, The Guardian, The Independent, The Mail on Sunday et le grand format écossais The Herald.

## Publications
- Tessa Dunlop, To Romania with Love, Quartet Books, 2012, 312 p. (ISBN 978-0704372573)

- Tessa Dunlop (2021) Army Girls: The secrets and stories of military service from the final few women who fought in World War II. London, Headline Press,  (ISBN 978-1472282095).

- Tessa Dunlop, The Century Girls: The Final Word from the Women Who've Lived the Past Hundred Years of British History, London, Simon & Schuster, 2018 (ISBN 978-1471161322, lire en ligne)

- Tessa Dunlop, The Bletchley Girls: War, secrecy, love and loss: the women of Bletchley Park tell their story, London, Hodder & Stoughton, 2015 (ISBN 978-1444795714, lire en ligne)
- Tessa Dunlop, To Romania With Love, London, Quartet Books, 2012 (ISBN 978-0704372573, lire en ligne)

- Tessa Dunlop, « Army Girls », sur Headline, 9 janvier 2022 (consulté le 9 janvier 2022)